# 어머니날

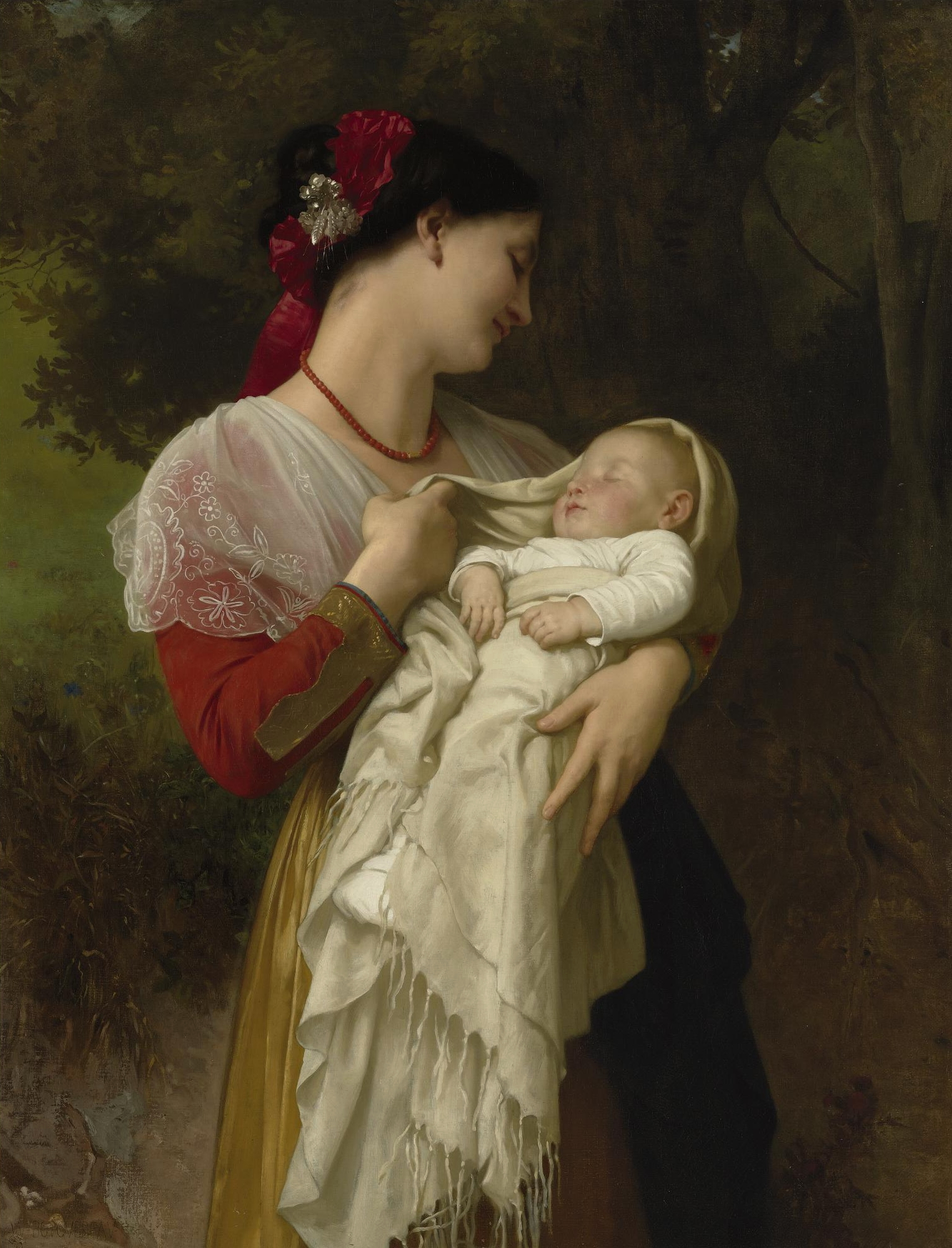
윌리암 아돌프 부그로가 그린 '모성 경외심'

어머니날은 가족이나 개인의 어머니를 기리고, 모성, 모성애적 유대, 사회에서 어머니가 끼치는 영향을 기념하는 날이다. 이 날은 전 세계 여러 나라에서 서로 다른 날짜에 기념되며, 일반적으로 3월 또는 5월에 가장 많이 시행된다. 어머니의 날은 아버지의 날, 형제자매의 날, 조부모의 날 등 가족 구성원을 기리는 다른 기념일과 상호 보완적인 성격을 가진다.
여러 나라에는 수 세기에 걸쳐 어머니를 기리는 날을 기념해 온 전통이 있다.
19세기 영국 제도에서는 사순절 넷째 주 일요일에 "모성 주일"을 기념했으며, 이 전통은 현재까지도 이어지고 있다. 당시에는 사제나 보좌신부들이 이 날을 활용해 자신이 처음 속했던 모교회를 방문하도록 권장받기도 했다.
미국에서는 20세기 초, 애나 자비스의 주도로 현대적인 어머니의 날이 시작되었다. 그녀는 웨스트버지니아주 그래프턴에 위치한 앤드루 감리교 감독 교회에서 첫 번째 어머니의 날 예배 및 기념 행사를 열었으며, 이 교회는 오늘날 국제 어머니의 날 성소로 지정되어 있다. 이러한 미국식 어머니의 날은 고대 그리스의 키벨레 여신 숭배, 어머니 신 레아, 로마의 힐라리아 축제, 또는 기독교 전통의 모성 주일과는 직접적인 관련이 없다.그러나 일부 국가에서는 이러한 고전적 전통과 어머니의 날을 동일하게 간주하기도 한다.
미국식 어머니의 날은 지나치게 상업화되었다는 비판을 받아왔다. 실제로 이 기념일을 처음 제정한 애나 자비스 본인도 예배 중심의 기념일이 상업적인 방향으로 변질되었다는 점을 유감스럽게 생각했으며, 이는 자신의 의도가 아니었다고 밝혔다. 이에 대응하여 콘스턴스 아들레이드 스미스는 영국 등 영어권 국가에서 보다 포괄적인 모성 개념을 기리는 방식으로 모성 주일의 복원을 성공적으로 이끌었다.
어머니를 공경하는 것은 오랜 역사를 가지고 있다. 어머니를 기리는 날은 고대 그리스의 어머니 숭배에서 유래했다. 키벨레 또는 신의 대모 레아를 기리는 의식과 함께 공식적인 미스터리는 소아시아 전역에서 3월 15일에 열렸다.
17세기부터 19세기까지, 영국은 사순절의 두 번째 일요일인 "어머니의 일요일"로 알려진 것을 기념했는데, 이것은 전국에서 어머니들을 기리는 데 바쳐졌다.
미국에서, 어머니의 날은 1872년 유명한 미국의 평화주의자 줄리아 워드 하우에 의해 처음으로 공개적으로 지지되었다. 줄리아 워드가 쓴 "어머니의 날"은 세계 평화를 위한 투쟁에서 어머니들 사이의 단결의 날이다. 줄리아 워드의 개념은 미국이나 다른 곳에서는 널리 지지를 받지 못했다.
1907년, 미국인 필라델피아 출신의 안나 자비스는 그녀의 어머니를 추모하기 위해 솔선수범했다. 안나는 정부 기관, 입법부, 그리고 저명한 개인들에게 일년에 하루는 어머니들을 기리는 데 헌신할 것을 제안하는 편지를 썼다. 1910년, 버지니아 주는 처음으로 어머니 날을 공식적인 휴일로 인정했다. 1914년, 미국 대통령 우드로 윌슨은 5월의 두 번째 일요일을 모든 미국인 어머니들을 기리는 국경일로 선포했다.

## 전 세계 날짜들
미국의 어머니날은 일부 다른 나라들에 의해 채택되었지만, 이미 존재하는 기념일들은 다른 날짜에 어머니를 기리기 위해 열리며 “Mother’s Day(어머니날)”로 불리게 되었다. 예를 들어, 영국의 Mothering Sunday나 그리스의 동방정교회에서 예수 그리스도가 성전에 봉헌된 날(율리우스력 2월 2일) 등이 있다. 그리스에서는 세속적인 어머니날과 종교적인 어머니 기념일이 모두 존재한다. Mothering Sunday는 관련 없는 기념일임에도 불구하고 종종 “어머니날”로 불린다.
몇몇 나라들은 대다수 종교에 중요한 날짜를 어머니날로 정하기도 하는데, 예를 들어 가톨릭 국가에서는 성모 마리아의 날을 기념한다. 다른 나라들은 역사적으로 중요한 날짜를 선정하기도 한다. 예를 들어, 볼리비아의 어머니날은 5월 27일로 고정되어 있는데, 이 날짜는 여성들이 자녀를 지키기 위해 싸운 전투를 기념한다.
러시아 같은 나라들은 어머니날 대신 세계 여성의 날을 기념하거나, 우크라이나처럼 두 기념일을 모두 기념하기도 한다. 키르기스스탄은 최근에 어머니날을 도입했지만, 매년 세계 여성의 날의 위상이 더 높아지고 있다.

## 같이 보기
- 아버지날
- 어버이날